# Dantooine

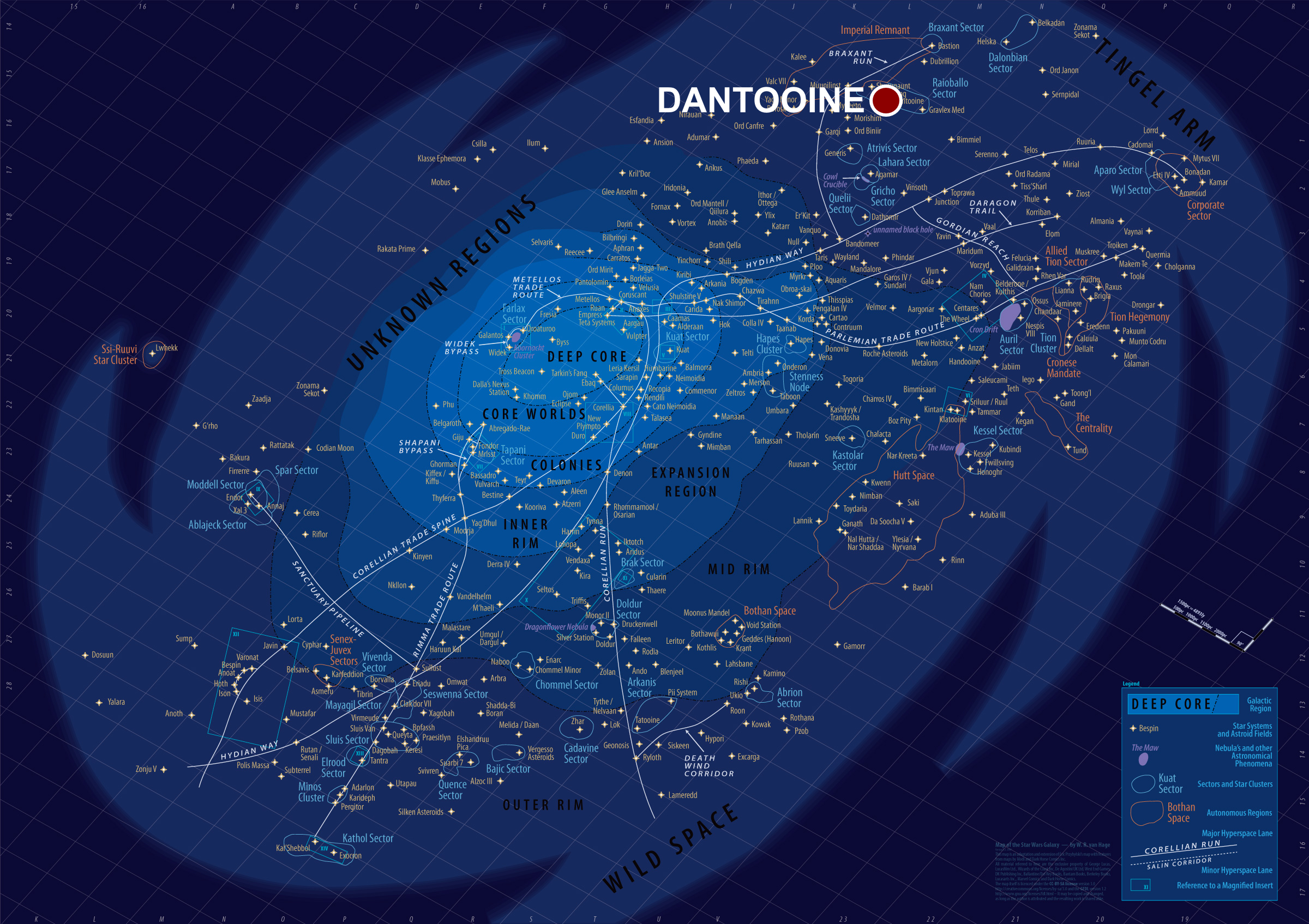
Dantooine op een kaart van de Star Wars regio's.

Dantooine is in Star Wars een planeet in de Outer Rim. Deze planeet valt buiten de Galactische Republiek en is bedekt met graslanden, savannes en steppes. 
De meest intelligente soort levend op Dantooine zijn de Dantari. Dit zijn humanoïden en zijn een nomadisch volk. Tijdens de Galactische Republiek werd deze planeet gekoloniseerd door de Jedi Orde. De Jedi richtten een trainingscentrum op en werd gewaardeerd in het hele universum. Veel andere kolonisten gingen ook op Dantooine wonen.
Duizenden jaren later vond de Slag om Dantooine hier plaats. Mace Windu vocht tegen een horde van CIS eenheden. 
Dantooine komt voor in Star Wars: Episode IV: A New Hope waar Dantooine door Leia Organa genoemd wordt als Rebellenalliantie-basis. Ook komt Dantooine voor in de spellen Star Wars: Knights of the Old Republic, deel II The Sith Lords, Star Wars Galaxies, Star Wars: Rogue Squadron III: Rebel Strike en Star Wars: Empire at War.